# Heavenly Recordings
Heavenly Recordings ist ein Londoner Plattenlabel.
Es wurde 1990 von Jeff Barrett gegründet, der zuvor bei Creation Records gearbeitet hatte. Das Label stammte aus der Acid-House-Szene, entwickelte sich aber insbesondere Anfang der 1990er Jahre zu einem der wichtigsten Labels der Independent-Szene.
Bekannte Bands auf Heavenly waren die Manic Street Preachers, Saint Etienne und die Doves. Einen starken Einfluss auf das Label und sein Umfeld nahmen Primal Scream, obwohl sie nie selbst eine Platte dort veröffentlichten.

## Künstler (Auswahl)
- Dot Allison
- Amber Arcades
- Edwyn Collins
- Doves
- Fionn Regan
- Flowered Up
- Ed Harcourt
- The Head and the Heart
- The Hybirds
- King Gizzard and The Lizard Wizard
- Kneecap
- Mark Lanegan
- The Magic Numbers
- Manic Street Preachers
- Monkey Mafia
- Nada Surf
- Northern Uproar
- The Orielles
- Beth Orton
- The Rockingbirds
- Saint Etienne
- Gwenno Saunders
- Temples
- The Vines
- The Wytches